# Fällträsket (Nederluleå socken, Norrbotten)
Fällträsket är en sjö i Luleå kommun i Norrbotten och ingår i Alåns huvudavrinningsområde. Sjön har en area på 1,72 kvadratkilometer och ligger 18 meter över havet. Sjön avvattnas av vattendraget Kvarnbäcken.

## Delavrinningsområde
Fällträsket ingår i det delavrinningsområde (728277-176935) som SMHI kallar för Utloppet av Fällträsket. Medelhöjden är 23 meter över havet och ytan är 5,12 kvadratkilometer. Det finns ett avrinningsområde uppströms, och räknas det in blir den ackumulerade arean 19,77 kvadratkilometer. Kvarnbäcken som avvattnar avrinningsområdet har biflödesordning 2, vilket innebär att vattnet flödar genom totalt 2 vattendrag innan det når havet efter 12 kilometer. Avrinningsområdet består mestadels av skog (47 procent). Avrinningsområdet har 1,68 kvadratkilometer vattenytor vilket ger det en sjöprocent på 32,9 procent.